# Traiskirchen
Traiskirchen ist eine ca. 20 km südlich von Wien gelegene Stadtgemeinde im Bezirk Baden im Bundesland Niederösterreich mit 18.925 Einwohnern (Stand 1. Jänner 2025).

## Geografie
Traiskirchen gehört zum Bezirk Baden, liegt somit im niederösterreichischen Industrieviertel. Die Fläche der Gemeinde umfasst 29,11 Quadratkilometer. Der Ort liegt 200 Meter über dem Meeresspiegel und am westlichen Rand des Wiener Beckens an der Thermenlinie. Am Rand des Stadtgebietes befinden sich zahlreiche Weingärten. Das Ortsbild wird unter anderem durch mehrere Grünflächen geprägt.

### Flüsse und Fließgewässer

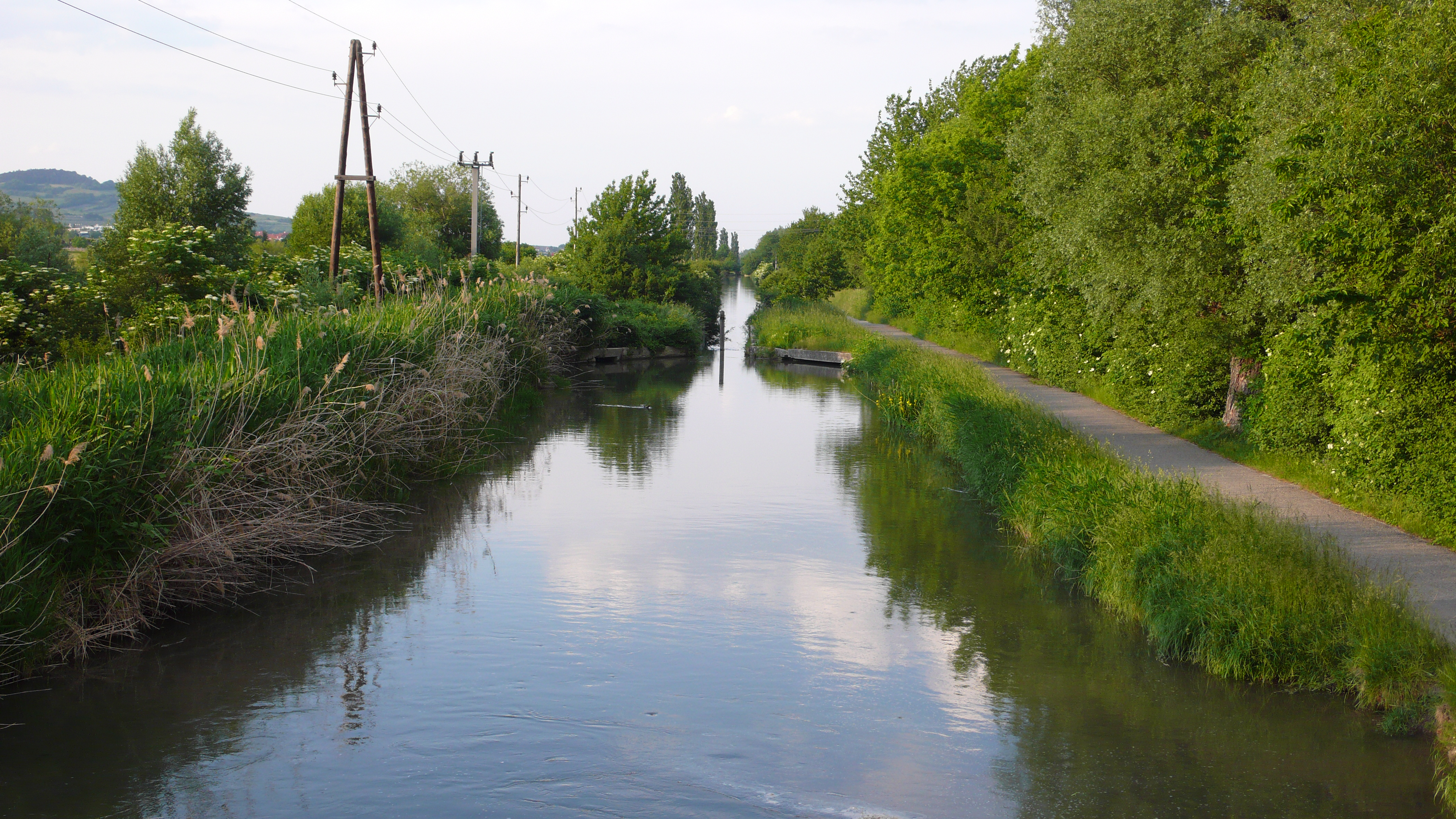
Wiener Neustädter Kanal

- Die Schwechat entspringt am Schöpfl im Wienerwald und mündet in die Donau.
- Der Mühlbach wird von der Schwechat im Helenental durch Baden abgeleitet.
- Der Wiener Neustädter Kanal, der ehemals bis Wien reichte, mündet mittlerweile in den Mödlingbach, welcher ebenfalls in die Schwechat mündet.
- Die Hörm (auch Hörmbach) entspringt in Bad Vöslau und mündet im Gemeindegebiet in die Schwechat.

### Gemeindegliederung
Das Gemeindegebiet umfasst folgende fünf Ortschaften (Einwohnerzahlen Stand 28. Februar 2023)
- Möllersdorf (5.177)
- Oeynhausen (1.413)
- Traiskirchen (7.777)
- Tribuswinkel (4.295)
- Wienersdorf (3.427)

Diese fünf Ortsteile bilden auch die fünf Katastralgemeinden von Traiskirchen.

### Nachbargemeinden
| Gumpoldskirchen | Guntramsdorf                                | Münchendorf     |
| Pfaffstätten    | Kompassrose, die auf Nachbargemeinden zeigt | Trumau          |
| Baden           |                                             | Oberwaltersdorf |

## Geschichte
Um das Jahr 1540 hieß Traiskirchen Darskirch. Dies konnte man in einer alten Niederösterreichkarte feststellen.
Römerzeit
Im Jahr 15 v. Chr. übernahmen die Römer einen Großteil des jetzigen Österreichs, auch Traiskirchen. Sie nannten das Reich Noricum. 21 Jahre später teilte sich die Provinz. Somit entstand im Osten von Österreich Pannonien, und im Süden blieb das Reich Noricum. Aufgrund der Beliebtheit der Stadt Aquae (Baden), entstanden in der Umgebung der Stadt zahlreiche Gebäude, die aus Ziegel bestanden.
Die Christenverfolgung im Jahre 303 unter Diokletian erschütterte das Römerreich und schwächte die Christen. 488 verließen die Römer das Reich Noricum und Pannonien.
Marktrat
Im frühen 14. Jh. bekam Traiskirchen das Marktrecht, seit diesem Zeitpunkt wurde jeden Montag am Vormittag ein Wochenmarkt veranstaltet. Mit dem sogenannten „Marktbuch“ konnte man am besten die Lebensweise und die Verwaltung der Stadt berichten. Dieses enthielt eine Finanzgebarung der Marktgemeinde, Aufnahmeschriften der Ratssitzungen, Niederschriften der Beschlüsse der „Banthädung“, einer in unregelmäßigen Zeitabständen einberufenen Versammlungen aller Bürger der Marktgemeinde unter Vorsitz des „Vice-Dombs“, eines Beamten des Landherrn.
Zeit des Türkenkrieges
Im Sommer 1683 verwüsteten die Türkenscharen auf ihrem Weg nach Wien Traiskirchen, Wienersdorf, Tribuswinkel und Möllersdorf. In Traiskirchen brannten die Pfarren und viele Wohnhäuser ab. Nach Abzug der Feinde wurde mit vereinten Kräften der Wiederaufbau gestartet. Zu dieser Zeit war es undenkbar, Landwirtschaft und Viehzucht zu betreiben. Als im Jahre 1713 die Pest ausbrach, starben in Traiskirchen 58 Personen an der Krankheit. Zum Gedenken an die Verstorbenen wurde eine Pestsäule errichteten, die heute noch den Hauptplatz ziert.
Zeit der österreichisch-ungarischen Monarchie

Das Gebäudeensemble der früheren Artilleriekadettenschule mit dem Schneeberg im Hintergrund

Im Oktober 1900 wurde auf einem 19 Hektar großen Grundstück in Traiskirchen mit dem Bau einer k.u.k. Artilleriekadettenschule begonnen, die 1907 die bisherige Artilleriekadettenschule im Wiener Arsenal ersetzte. Der Gesamtplan für Traiskirchen sah etwa 20 gemauerte Objekte vor. Die Anlage wurde am 14. Oktober 1903 fertiggestellt. Ziel des Unterrichts war in vier Jahren einer der Oberrealschule gleichzuhaltenden wissenschaftlichen Ausbildung eine militärische Erziehung, welchen den Absolventen befähigt, als Kadett in die k.u.k. Artillerie einzutreten und als Offizier die höheren Militär-Fachbildungsanstalten zu besuchen. 1916 erfolgte die Umwandlung der Kadettenschule in eine Artillerie-Akademie. Diese wurde mit Kriegsende  aufgelöst und später in eine staatliche, zivile Schule umgewandelt.
NS-Zeit und Zweiter Weltkrieg
1938 wurde Österreich dem nationalsozialistischen Deutschen Reich angeschlossen. In vielen Städten, so auch in Traiskirchen, kam es in der Folge zum zweiten Mal in diesem Jahr zu einer Bürgermeister- und Gemeinderatswahl. Am 13. März 1939 wurde in den Gebäuden der ehemaligen k.u.k. Artilleriekadettenschule die Nationalpolitische Erziehungsanstalt (Napola) Traiskirchen in Betrieb genommen.
1944 beschlagnahmte die deutsche Wehrmacht 65 % der heimischen Weinernte. Die restlichen 35 % des Weines durften im Kreisgebiet bleiben.
Am 3. April 1945 befreiten die sowjetischen Truppen Traiskirchen. Zu dieser Zeit konnten einige Schulen wieder in Betrieb genommen werden und Fabriken ihre Arbeit wieder aufnehmen.
Zeit nach 1945 bis heute
In der Besatzungszeit war in der ehemaligen Kadettenschule ein Lazarett und bis Herbst 1955 eine Kaserne der Sowjetarmee (etwa 2.000 Mann sowjetische Panzertruppen) untergebracht.
1947 war der Winter so kalt, dass es an Strom mangelte und die Energieversorgung verschärfte sich. In den Städten herrschte große Not und Hunger. Lebensmittelkarten waren erforderlich. 1949 besserte sich die Wirtschaftslage zunehmend. Wohnungen wurden ausgebaut, Kriegsschäden repariert und Lebensmittel konnten frei gekauft werden. Im Herbst 1955 war das Stadtgebiet besatzungsfrei.
Die Gebäude der ehemaligen Kadettenschule wurden am 31. August 1955 an den Bürgermeister von Traiskirchen, Johann Schuster, übergeben und als Flüchtlingslager verwendet. 1956 diente das Lager als Auffangstation für ungarische Flüchtlinge, die auf Grund des Volksaufstandes in Ungarn ihr Land verlassen mussten. Das Flüchtlingslager wurde später in Betreuungsstelle Traiskirchen umbenannt und diente fortan vor allem als Erstaufnahmestelle für Asylwerber. Mit der Schaffung mehrerer Bundesbetreuungsstellen etablierte sich später die aktuelle Bezeichnung Bundesbetreuungsstelle Ost.
1985 wurde Fritz Knotzer als Bürgermeister angelobt. Er war bis zu seinem Rücktritt 2014 der am längsten amtierende Bürgermeister Niederösterreichs.
Knotzers Nachfolger als Bürgermeister wurde im April 2014 Andreas Babler. Bei zwei Gemeinderatswahlen hatte er jeweils mehr als 70 Prozent mit seiner Partei, der SPÖ, erreicht. 2015 waren es 73,10 Prozent, fünf Jahre später noch immer 71,53 Prozent.
Am 23. März 2023 verkündete Babler, bei der SPÖ-Mitgliederbefragung für den SPÖ-Bundesparteivorsitz zu kandidieren. Andreas Babler wurde am 6. Juni 2023, nach erneuter Auszählung durch die Wahlkommission und einen Notar, von der Wahlkommissionssprecherin via Pressekonferenz offiziell als neuer SPÖ-Bundesparteivorsitzender bestätigt. Mit dem Wechsel vom Bundesrat in den Nationalrat am 24. Oktober 2024 trat er als Traiskirchens Bürgermeister zurück. Als Bürgermeisterin folgte ihm Sabrina Divoky nach. Sie ist damit die erste Frau in der Geschichte Traiskirchens, die dieses Amt innehat.

### Bevölkerungsentwicklung
| Traiskirchen: Einwohnerzahlen von 1869 bis 2025     | Traiskirchen: Einwohnerzahlen von 1869 bis 2025 | Traiskirchen: Einwohnerzahlen von 1869 bis 2025 | Traiskirchen: Einwohnerzahlen von 1869 bis 2025 | Traiskirchen: Einwohnerzahlen von 1869 bis 2025 |
| --------------------------------------------------- | ----------------------------------------------- | ----------------------------------------------- | ----------------------------------------------- | ----------------------------------------------- |
| Jahr                                                |                                                 |                                                 |                                                 | Einwohner                                       |
| 1869                                                | 1869                                            |                                                 | 3.909                                           | 3.909                                           |
| 1880                                                | 1880                                            |                                                 | 4.380                                           | 4.380                                           |
| 1890                                                | 1890                                            |                                                 | 4.947                                           | 4.947                                           |
| 1900                                                | 1900                                            |                                                 | 6.011                                           | 6.011                                           |
| 1910                                                | 1910                                            |                                                 | 8.436                                           | 8.436                                           |
| 1923                                                | 1923                                            |                                                 | 8.139                                           | 8.139                                           |
| 1934                                                | 1934                                            |                                                 | 8.922                                           | 8.922                                           |
| 1939                                                | 1939                                            |                                                 | 8.908                                           | 8.908                                           |
| 1951                                                | 1951                                            |                                                 | 8.057                                           | 8.057                                           |
| 1961                                                | 1961                                            |                                                 | 9.247                                           | 9.247                                           |
| 1971                                                | 1971                                            |                                                 | 11.978                                          | 11.978                                          |
| 1981                                                | 1981                                            |                                                 | 14.063                                          | 14.063                                          |
| 1991                                                | 1991                                            |                                                 | 13.852                                          | 13.852                                          |
| 2001                                                | 2001                                            |                                                 | 15.672                                          | 15.672                                          |
| 2011                                                | 2011                                            |                                                 | 17.729                                          | 17.729                                          |
| 2021                                                | 2021                                            |                                                 | 19.409                                          | 19.409                                          |
| 2025                                                | 2025                                            |                                                 | 18.925                                          | 18.925                                          |
| Quelle(n): Statistik Austria, Gebietsstand 1.1.2021 |                                                 |                                                 |                                                 |                                                 |

| Ortschaft    | 31. Dezember 2008 | 2. November 2011 | 30. November 2014 | 30. Juni 2017 | 31. März 2021 |
| ------------ | ----------------- | ---------------- | ----------------- | ------------- | ------------- |
| Möllersdorf  | 4095              | 4341             | 4776              | 4963          | 5039          |
| Oeynhausen   | 1208              | 1244             | 1270              | 1314          | 1377          |
| Traiskirchen | 6083              | 6141             | 6481              | 6899          | 6976          |
| Tribuswinkel | 3943              | 3931             | 3980              | 4008          | 4073          |
| Wienersdorf  | 3117              | 3136             | 3252              | 3259          | 3255          |

## Kultur und Sehenswürdigkeiten

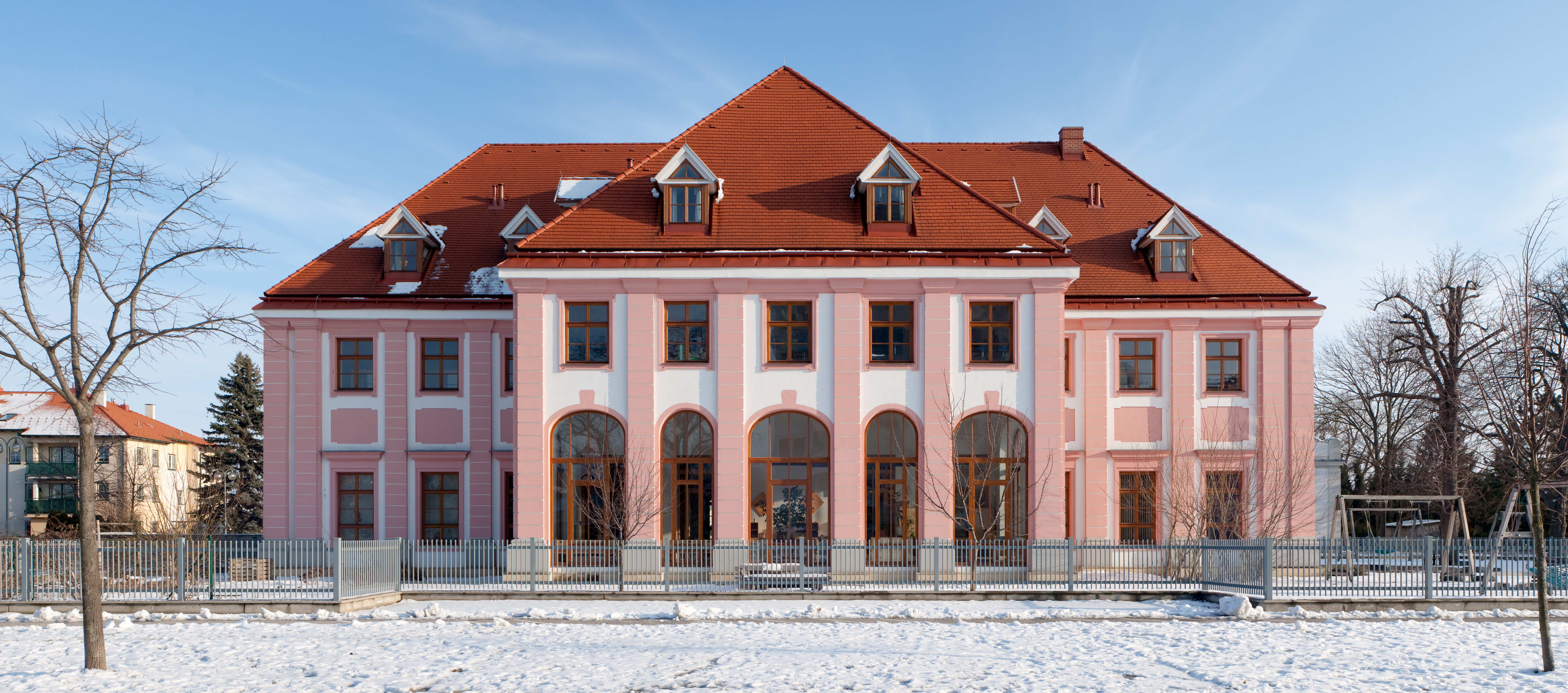
Schloss Möllersdorf

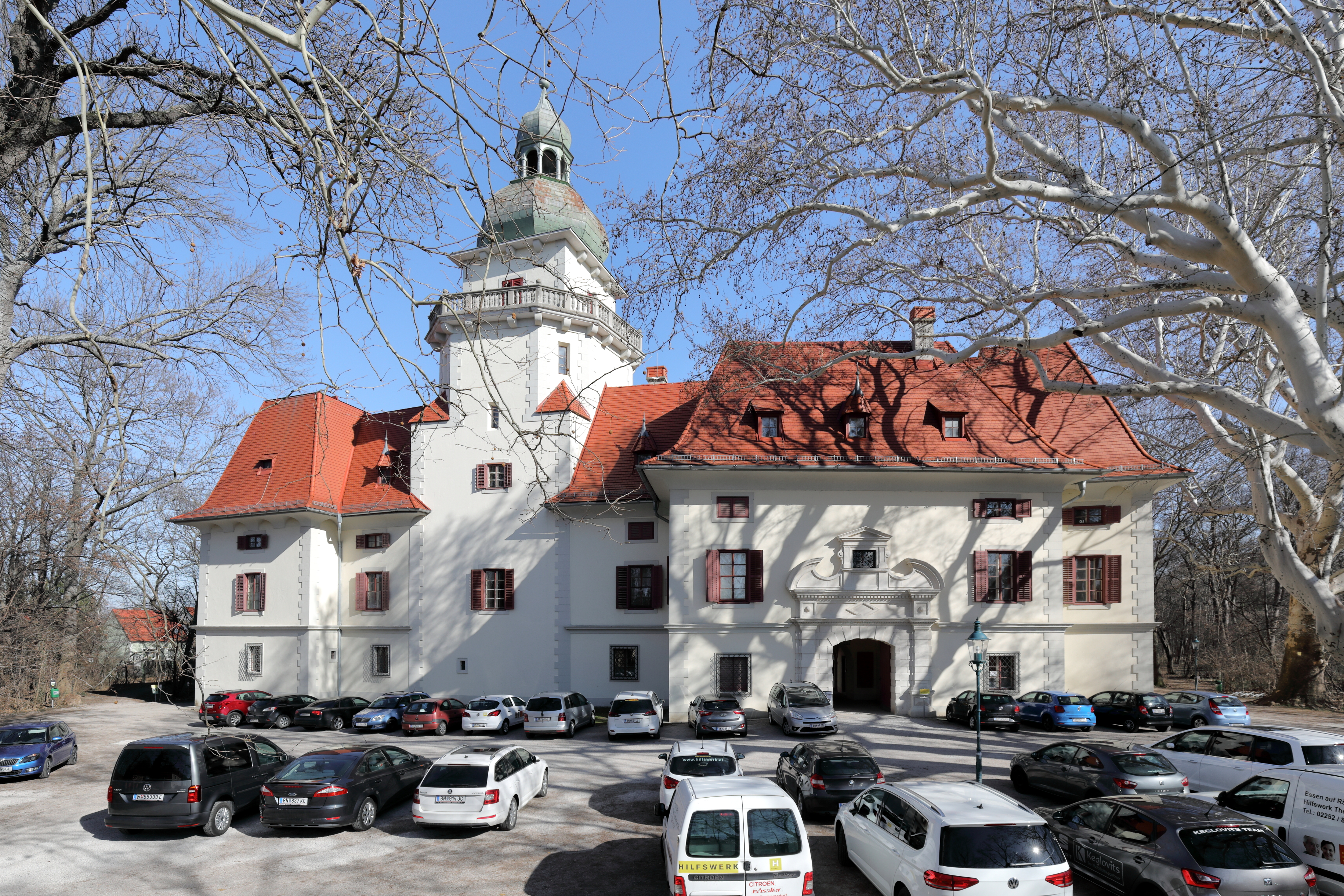
Schloss Tribuswinkel

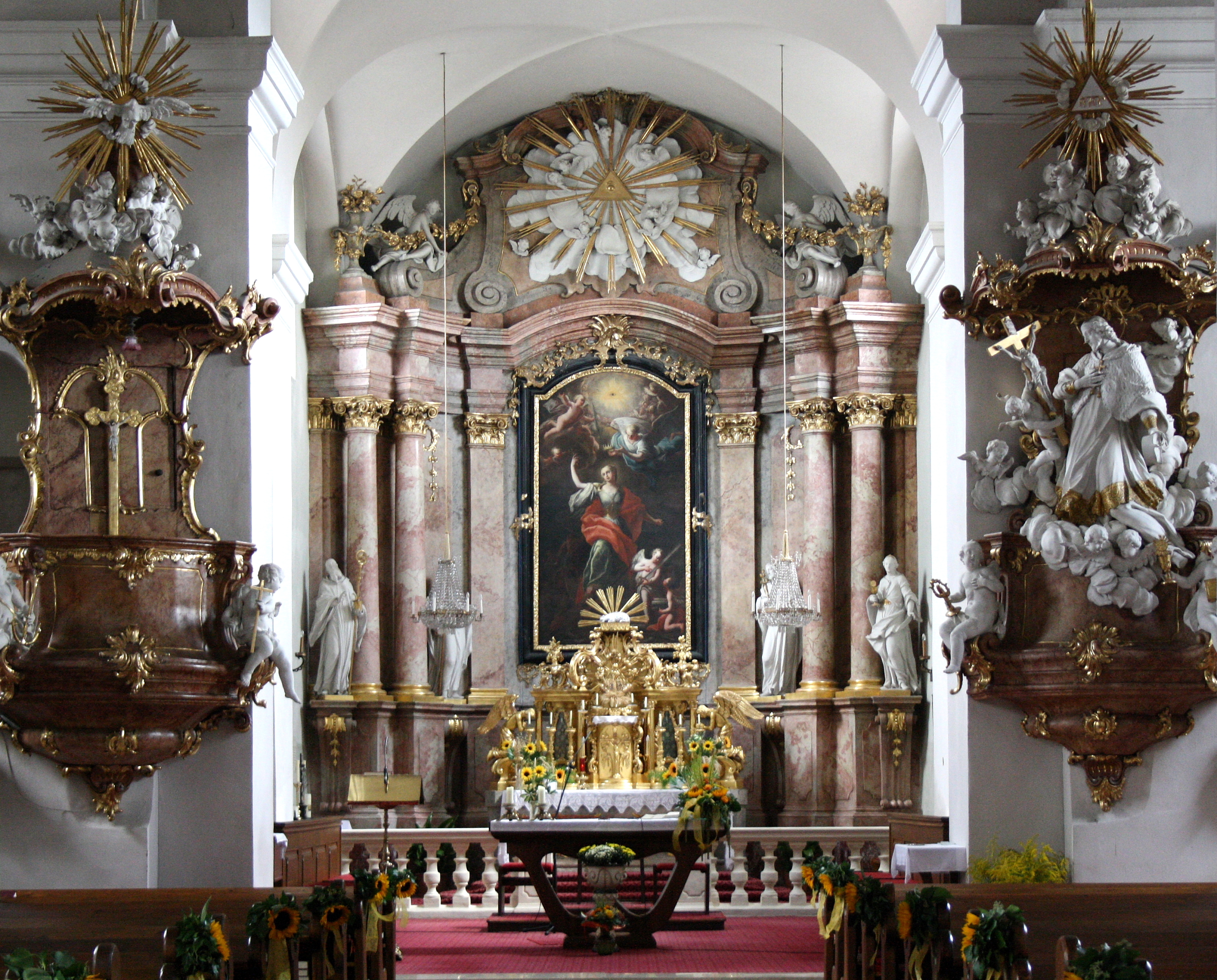
Pfarrkirche Traiskirchen

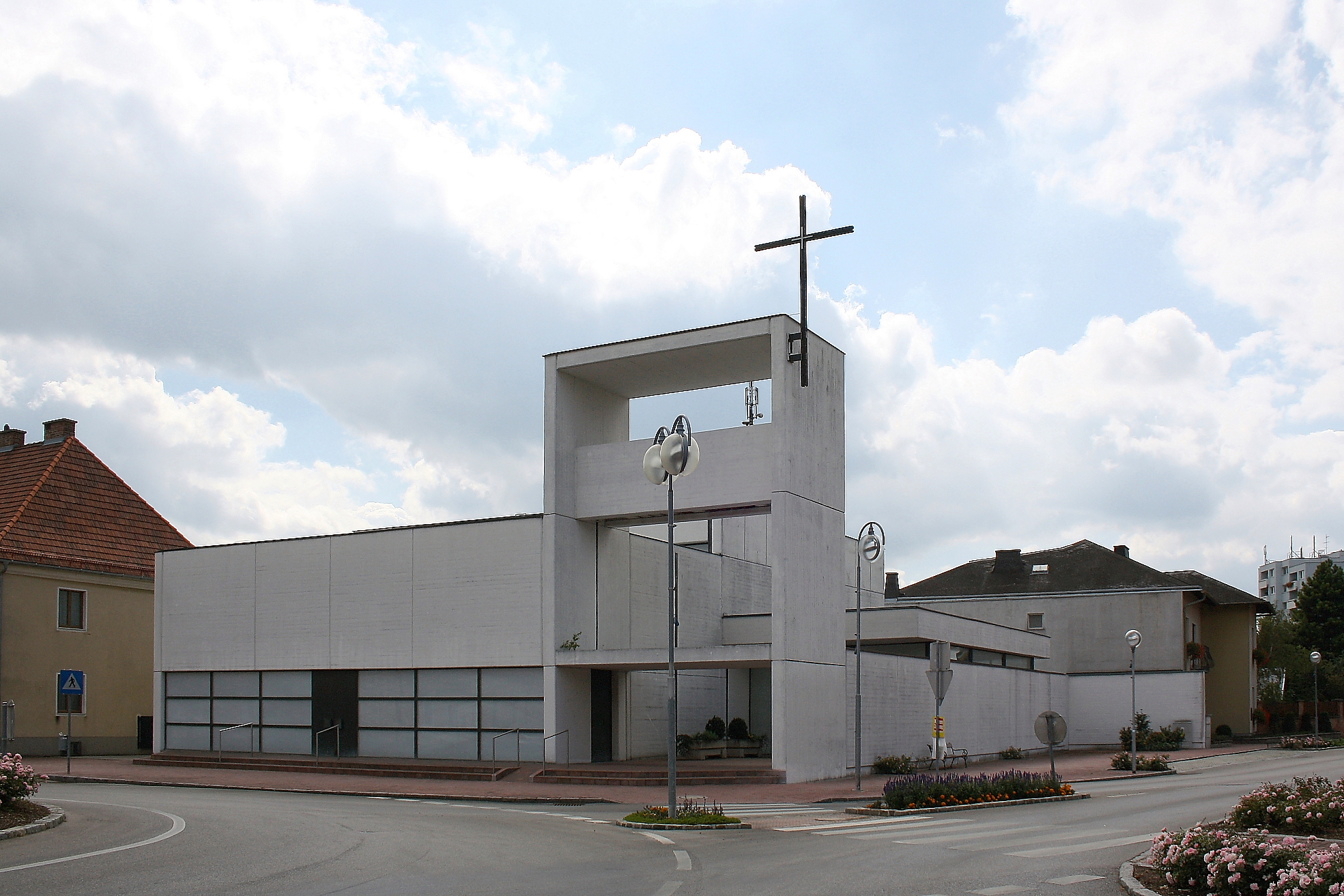
Pfarrkirche Möllersdorf

- Schloss Möllersdorf, heute ein Landeskindergarten
- Schloss Tribuswinkel
- Katholische Pfarrkirche Traiskirchen hl. Margaretha in einer Wehrkirchenanlage
- Katholische Filialkirche Traiskirchen hl. Nikolaus
- Evangelische Pfarrkirche Traiskirchen
- Katholische Pfarrkirche Möllersdorf Mariä Namen
- Katholische Pfarrkirche Tribuswinkel hl. Wolfgang
- Katholische Pfarrkirche Oeynhausen hl. Laurentius
- Pestsäule Traiskirchen
- Museum Traiskirchen: Das Museum befindet sich im denkmalgeschützten Gebäude des Möllersdorfer Zweigwerkes der ehemaligen Vöslauer Kammgarnfabrik. Das Museum zeigt unter anderem originalgetreu nachgebaute Geschäfte, darunter Bäckerei, Schuster, Greißler, Tischlerei, Fotograf, Friseur, Schneiderei, Graveur, Uhrmacher und Trafik. Sie vermitteln einen lebendigen Eindruck von den Lebensverhältnissen vor der letzten Jahrhundertmitte. Ebenso zeigt das Museum die größte Feuerwehrausstellung Österreichs.
- Wiener Tramwaymuseum Museumsdepot Traiskirchen
- Franz-Kroller-Sternwarte

## Wirtschaft und Infrastruktur
Bekannt ist die Stadt für Weinbau und zahlreiche Heurigenlokale. Zu einem besonderen Naherholungsgebiet zählen die zahlreichen Weinberge an den Hängen des Anningers, wo sich auch das Wappen von Traiskirchen, die Urbanuskapelle befindet. Weiteres kann man Traiskirchen als Sozialstadt bezeichnen, die für alle Generation einen hohen Sozialstandard bietet. Traiskirchen hat eine hohe Geburtsrate und bietet ein sehr gut ausgebautes Netz an Kinderbetreuungsplätzen und Bildungseinrichtungen.
Traiskirchen war Standort der Semperit-Reifenwerke. Das Unternehmen wurde 1985 an die Continental AG verkauft. 1994 wurde die Forschungs- und Entwicklungsabteilung in die Konzernzentrale nach Hannover verlegt, 1996 die PKW-Reifenproduktion trotz Interventionen der Bundesregierung reduziert und 2002 schließlich ganz eingestellt.
Nach der Schließung der Reifenproduktion Semperit haben sich viele neue und innovative Gewerbebetriebe im Stadtgebiet angesiedelt. Mittlerweile gibt es zwei Gewerbeparks in der Stadt: Im ehemaligen Gelände der Semperit ist der Gewerbepark Traiskirchen entstanden, in dem an die 66 Unternehmen mit fast 700 Mitarbeitern beheimatet sind. Der zweite Gewerbepark befindet sich in Oeynhausen.
Die sich auch dort befindende Bundesbetreuungsstelle für Asylwerber, das sogenannte Flüchtlingslager Traiskirchen ist in ganz Österreich bekannt.

### Verkehr
- Straße: Die wichtigsten Straßen sind die Südautobahn A2 und die Wiener Neustädter Straße B 17 zwischen Wien und Wiener Neustadt.
- Bahn: Öffentliche Verkehrsanbindungen sind der Bahnhof Traiskirchen Lokalbahn an der Badner Bahn, der Bahnhof Traiskirchen Aspangbahn an der Aspangbahn der ÖBB sowie einige Autobuslinien.

### Bildung
- Krabbelstube Traiskirchen Stadtpark
- Krabbelstube Schloss Tribuswinkel
- Kindergarten Möllersdorf Pestalozzi-Gasse
- Kindergarten Möllersdorf Schlössl
- Kindergarten Traiskirchen Bärenhöhle
- Kindergarten Traiskirchen Biberburg
- Kindergarten Traiskirchen Alfons Petzold
- Kindergarten Tribuswinkel Schloss
- Kindergarten Tribuswinkel Badner Straße
- Kindergarten Wienersdorf
- Oeynhausen Pfarrkindergarten
- Volksschule Traiskirchen
- Allgemeine Sonderschule Traiskirchen
- Volksschule Möllersdorf
- Volksschule Tribuswinkel
- Sportmittelschule Traiskirchen
- Das BiZent Stadt Traiskirchen besteht seit Mai 2009 und ist eine weitgehend selbstständige Bildungseinrichtung der Stadtgemeinde Traiskirchen.
- Bildungszentrum der Sicherheitsexekutive (BZS) Traiskirchen der Sicherheitsakademie.

### Sport
- Der Verein Arkadia Traiskirchen Lions spielt in der ersten österreichischen Basketballliga.
- Der Base- und Softballverein Traiskirchen Grasshoppers mit eigenem Baseballplatz beim Sport- und Freizeitzentrum Traiskirchen.
- Der Fußballclub FCM Traiskirchen spielt seit 2016 in der Regionalliga Ost, der dritthöchsten Leistungsstufe.
- Der Fußballclub FC - AS Logistik Tribuswinkel spielt in der 2. Klasse Triestingtal
- Der Verein RuckTchouk Traiskirchen ist der erste österreichische Tchoukballverein und hat seit 2013 viermal in Folge den European Winners Cup (vgl. Champions League) gewonnen.
- Sportunion Traiskirchen
- Der Tennisverein „TC Traiskirchen“ mit 6 Freiplätzen spielt in der Liga Niederösterreich Südost und wurde 2017 mit 2 von 3 Mannschaften Meister in der Allgemeinen Spielklasse.
- Der Traiskirchner Eis- und Rollsportclub (TER)
- Das ATC (Austrian Tennis Committee) eröffnete 2020 in Traiskirchen eine Tennis-Akademie, in der auch Dominic Thiem trainiert, wenn er sich in Österreich aufhält.[21]

## Politik

### Gemeinderat
Der Gemeinderat hat 37 Mitglieder.
- Nach den Gemeinderatswahlen in Niederösterreich 1990 hatte der Gemeinderat folgende Verteilung: 26 SPÖ, 6 ÖVP, 4 FPÖ und 1 Liste Heinrich Schauderer.
- Nach den Gemeinderatswahlen in Niederösterreich 1995 hatte der Gemeinderat folgende Verteilung: 23 SPÖ, 5 Liste Demokratische Bürger, 4 ÖVP, 3 FPÖ und 2 LIF.[22]
- Nach den Gemeinderatswahlen in Niederösterreich 2000 hatte der Gemeinderat folgende Verteilung: 25 SPÖ, 5 Liste Demokratische Bürger, 3 FPÖ, 3 ÖVP und 1 LIF.[23]
- Nach den Gemeinderatswahlen in Niederösterreich 2005 hatte der Gemeinderat folgende Verteilung: 28 SPÖ, 4 ÖVP, 2 Liste Demokratische Bürger, 1 FPÖ, 1 GRÜNE und 1 ÖVP-Tribuswinkel.[24]
- Nach den Gemeinderatswahlen in Niederösterreich 2010 hatte der Gemeinderat folgende Verteilung: 27 SPÖ, 4 ÖVP, 3 FPÖ, 2 Liste Demokratische Bürger und 1 GRÜNE.[25]
- Nach den Gemeinderatswahlen in Niederösterreich 2015 hatte der Gemeinderat folgende Verteilung: 28 SPÖ, 5 FPÖ, 3 ÖVP und 1 GRÜNE.[26]
- Nach den Gemeinderatswahlen in Niederösterreich 2020 hatte der Gemeinderat folgende Verteilung: 28 SPÖ, 4 ÖVP, 3 FPÖ, 1 GRÜNE und 1 NEOS.[27]
- Nach den Gemeinderatswahlen in Niederösterreich 2025 hat der Gemeinderat folgende Verteilung: 23 SPÖ, 8 FPÖ, 3 ÖVP, 2 NEOS und 1 GRÜNE.[28][29]

### Bürgermeister
- 1867 bis 1886: Josef Ferschner[30]
- 1886 bis 1890: Karl Luyderer
- 1890 bis 1899: Michael Buchberger
- 1899 bis 1904: Karl Theuer
- 1904 bis 1919: Johann Foissner
- 1919 bis 1934: Johann Schuster
- 1934 bis 1938: Josef Ferschner
- 1938 bis 1945: Josef Mikulovszky
- 1945 bis 1960: Johann Schuster
- 1960 bis 1972: Alois Jirovetz (SPÖ)
- 1972 bis 1985: Josef Musser (SPÖ)
- 1985 bis 2014: Friedrich Knotzer (SPÖ)
- 2014 bis 2024: Andreas Babler (SPÖ)[31]
- seit 2024: Sabrina Divoky (SPÖ)[1]

## Persönlichkeiten
- Joseph Fendi, der Vater des Malers Peter Fendi stammte aus Traiskirchen
- Josef Ferschner (1892–1968), Bürgermeister und Vizebürgermeister
- Karl Drexler (1894–1981), Feuerwehrfunktionär
- Hans Seischab (1898–1965), Professor für Betriebswirtschaftslehre
- Hellmuth Swietelsky (1905–1995), Bauunternehmer
- Michael Rittermann (1910–1989), Schauspieler
- Franz Kroller (1923–2000), Direktor der Universitätsbibliothek Graz
- Otto Vogl (* 1927), Chemiker
- Hans Helmut Moser (* 1948), Offizier, Abgeordneter zum Österreichischen Nationalrat und Stadtrat
- Franz Gartner (* 1950), Politiker, Ehrenbürger (2025)[32]
- Harald Neudorfer (* 1962), Professor für Antriebstechnik
- Gerhard Rodax (1965–2022), Fußballspieler[33]
- Wolfgang Ecker (* 1965), Steinmetzmeister und Präsident der Wirtschaftskammer Niederösterreich
- Andreas Babler (* 1973), 13. Bundesparteiobmann der Sozialdemokratischen Partei Österreichs (SPÖ)
- Peter Glanninger (* 1962), Autor